# Ibis mandore
Theristicus caudatus
Espèce
Synonymes
- Scolopax caudatus Boddaert, 1783

Statut de conservation UICN

 LC  : Préoccupation mineure
L'Ibis mandore (Theristicus caudatus) ou Ibis à cou blanc, est une espèce d'oiseaux aquatiques d'Amérique du Sud appartenant à la famille des Threskiornithidae. Il est communément appelé bandurria dans les pays hispanophones et curicaca dans les pays lusophones.

## Description
Il a une longueur totale d'environ 75 centimètres. Le cou est chamois, les parties supérieures sont grises, le ventre et les rémiges sont noirs, et il y a une grande tache blanche sur les ailes. En vol, les jambes relativement courtes ne s'étendent pas au-delà de la queue (contrairement par exemple aux genres Eudocimus et Plegadis) et la tache blanche forme une large bande blanche sur la partie interne des ailes qui sépare les rémiges noires des plumes de couverture grises. Le bec et la peau nue autour des yeux sont noirâtres et les pattes sont rouges.
|  |

## Habitat et répartition
C'est un assez grand ibis largement répandu dans les milieux ouverts de l'est et du nord de l'Amérique du Sud. Il incluait anciennement l'Ibis à face noire comme sous-espèce, mais cette espèce est presque entièrement limitée aux régions plus froides d'Amérique du Sud, a une tache chamois (et pas gris foncé) à la base de la poitrine, et n'a pas de grand taches blanches sur les ailes.

## Taxinomie
L'Ibis mandore a été initialement nommé par Pieter Boddaert en 1783 sous le protonyme de Scolopax caudatus. Il appartient désormais au genre Theristicus.
D'après la classification de référence (version 14.1, 2024) de l'Union internationale des ornithologues, l'Ibis mandore possède 2 sous-espèces (ordre philogénique) :
- Theristicus caudatus caudatus (Boddaert, 1783) ;
- Theristicus caudatus hyperorius (Todd, 1948).